# (341317) Weisshaidinger
(341317) Weisshaidinger ist ein Asteroid des mittleren Hauptgürtels. Der Asteroid wurde am 1. Oktober 2007 vom österreichischen Astronomen Richard Gierlinger an der Sternwarte Gaisberg (IAU-Code B21) entdeckt. Die Sternwarte befindet sich in der Nähe von St. Florian am Inn in Oberösterreich. Sichtungen des Asteroiden hatte es schon vorher am 24. Mai 2006 unter der vorläufigen Bezeichnung 2006 KW77 beim Mount Lemmon Survey in Arizona gegeben.
Mittlere Sonnenentfernung (große Halbachse), Exzentrizität und Neigung der Bahnebene des Asteroiden entsprechen grob der Dora-Familie, einer Gruppe von Asteroiden, die nach (668) Dora benannt ist.
(341317) Weisshaidinger wurde am 28. Juli 2021 nach dem österreichischen Diskuswerfer Lukas Weißhaidinger (* 1992) benannt. Weißhaidinger stammt aus der Nähe der Sternwarte Gaisberg.